# Coptopteryx bonariensis
Coptopteryx bonariensis är en bönsyrseart som beskrevs av Toledo Piza 1960. Coptopteryx bonariensis ingår i släktet Coptopteryx och familjen Mantidae. Inga underarter finns listade i Catalogue of Life.